# Graminorthezia pseudograminis
Graminorthezia pseudograminis är en insektsart som först beskrevs av Morrison 1925.  Graminorthezia pseudograminis ingår i släktet Graminorthezia och familjen vaxsköldlöss. Inga underarter finns listade i Catalogue of Life.